# علاء محمد سليم
علاء الدين محمد سليم هو مواطن مصري اعتقل إداريًا خارج نطاق القانون في معتقل غوانتانامو الأمريكي في كوبا. رقم الاعتقال التسلسلي الخاص به 716، ولد في 13 يناير عام 1967، في مركز الباجور في مصر.

## اللجوء في ألبانيا
وافقت حكومة ألبانيا على السماح باستقباله أراضيها، وتم نقله إلى مركز للاجئين هناك في 17 نوفمبر 2006.

## وصلات خارجية
- Tom Lasseter (15 يونيو 2008). "Guantanamo Inmate Database: Abd al Maqsut Muhammad Sagim Mazruh". ميامي هيرالد. مؤرشف من الأصل في 2016-03-03. اطلع عليه بتاريخ 2008-06-16.